# Liga dos Campeões da CAF de 2018–19 – Fases de Qualificação
As Fases de Qualificação da Liga dos Campeões da CAF de 2018–19 foram disputadas entre 27 de novembro até 24 de dezembro de 2018. Um total de 56 equipes competiram nesta fase para definir os 15 classificados para a fase de grupos.

## Sorteio
O sorteio para a rodada preliminar e a primeira fase foram realizados em 3 de novembro de 2018 em Rabat no Marrocos, e foi oficialmente anunciado em 9 de novembro devido a uma situação especial com o calendário transicional.

## Calendário
O calendário para a competição é o seguinte:
| Fase         | Rodada            | Data do sorteio                         | Partida de ida            | Partida de volta          |
| ------------ | ----------------- | --------------------------------------- | ------------------------- | ------------------------- |
| Qualificação | Rodada preliminar | 3 de novembro de 2018 (Rabat, Marrocos) | 27–28 de novembro de 2018 | 4–5 de dezembro de 2018   |
| Qualificação | Primeira fase     | 3 de novembro de 2018 (Rabat, Marrocos) | 14–16 de dezembro de 2018 | 21–23 de dezembro de 2018 |

## Rodada preliminar
| Equipe 1            | Total       | Equipe 2                  | 1.º jogo | 2.º jogo |
| ------------------- | ----------- | ------------------------- | -------- | -------- |
| ASC Diaraf          | 1–1 (4–2 p) | US Koroki                 | 1–0      | 0–1      |
| JS Saoura           | 2–0         | SC Gagnoa                 | 2–0      | 0–0      |
| Ittihad Tanger      | 1–0         | Elect-Sport               | 1–0      | 0–0      |
| Le Messager         | 1–3         | Ismaily                   | 0–1      | 1–2      |
| ASF Bobo Dioulasso  | 4–4 (3–5 p) | Coton Sport               | 3–1      | 1–3      |
| AS SONIDEP          | 1–5         | ZESCO United              | 1–2      | 0–3      |
| Orlando Pirates     | 8–2         | Light Stars               | 5–1      | 3–1      |
| Volcan Club         | 1–2         | African Stars             | 0–0      | 1–2      |
| Nouadhibou          | 2–3         | Al-Ahly Bengasi           | 2–1      | 0–2      |
| Leones Vegetarianos | 1–7         | Mamelodi Sundowns         | 0–2      | 1–5      |
| Gor Mahia           | 1–1 (4–3 p) | Nyasa Big Bullets         | 1–0      | 0–1      |
| UMS de Loum         | 1–2         | Lobi Stars                | 1–0      | 0–2      |
| UD Songo            | 1–3         | Nkana                     | 1–2      | 0–1      |
| Simba               | 8–1         | Mbabane Swallows          | 4–1      | 4–0      |
| Djibouti Télécom    | 3–5         | Jimma Aba Jifar           | 1–3      | 2–2      |
| CS Constantine      | 1–0         | GAMTEL                    | 0–0      | 1–0      |
| Al-Merrikh          | 2–2 (gf)    | Vipers                    | 2–1      | 0–1      |
| Stade Centrafricain | 0–5         | Stade Malien              | 0–1      | 0–4      |
| ASEC Mimosas        | 1–0         | AS Mangasport             | 1–0      | 0–0      |
| Township Rollers    | 2–2 (2–4 p) | Bantu                     | 1–1      | 1–1      |
| APR                 | 1–3         | Club Africain             | 0–0      | 1–3      |
| Al-Hilal            | 6–0         | JKU                       | 4–0      | 2–0      |
| Al-Nasr             | 9–3         | Al-Hilal Wau              | 5–1      | 4–2      |
| Horoya              | 2–0         | Barrack Young Controllers | 1–0      | 1–0      |
| 1º de Agosto        | 4–4 (gf)    | AS Otôho                  | 4–2      | 0–2      |
| CNaPS Sport         | 1–2         | FC Platinum               | 1–1      | 0–1      |

### Partidas de ida
| 27 de novembro de 2018 | Volcan Club | 0 – 0     | African Stars | Stade de Moroni, Moroni            |
| 15:00 (UTC+3)          |             | Relatório |               | Árbitro: DJI Bilal Abdallah Ismael |

| 27 de novembro de 2018 | Stade Centrafricain | 0 – 1     | Stade Malien  | Estádio Barthélemy Boganda, Bangui |
| 15:00 (UTC+1)          |                     | Relatório | O. Traoré 52' | Árbitro: CGO Fitial Just Kokolo    |

| 27 de novembro de 2018 | Djibouti Télécom | 1 – 3     | Jimma Aba Jifar           | Estádio El Hadj Hassan Gouled Aptidon, Djibouti |
| 18:00 (UTC+3)          | Odutola 53'      | Relatório | Girma 2' · Sidibé 7', 75' | Árbitro: ERI Tsegay Mogos Teklu                 |

| 27 de novembro de 2018 | ASF Bobo Dioulasso        | 3 – 1     | Coton Sport | Stade Général Aboubacar Sangoulé Lamizana, Bobo Diulasso |
| 15:30 (UTC+0)          | Hien 36', 63' · Sanou 69' | Relatório | Kalamou 33' | Árbitro: SEN Issa Sy                                     |

| 27 de novembro de 2018 | AS SONIDEP | 1 – 2     | ZESCO United                | Stade Général Seyni Kountché, Niamey |
| 16:30 (UTC+1)          | Dognon 77' | Relatório | Osumanu 73' · Kambole 90+1' | Árbitro: GHA Daniel Laryea           |

| 27 de novembro de 2018 | CS Constantine | 0 – 0     | GAMTEL | Estádio Mohamed Hamlaoui, Constantina |
| 17:00 (UTC+1)          |                | Relatório |        | Árbitro: MRT Babacar Sarr             |

| 27 de novembro de 2018 | Al-Nasr                                                      | 5 – 1     | Al-Hilal Wau | Estádio Petro Sport, Cairo (Egito) |
| 18:00 (UTC+2)          | A. Al-Haram 11' · Al-Mehdi 24', 35' · Belam 57' · Akkori 71' | Relatório | Emilio 37'   | Árbitro: ETH Lemma Nigussie        |

| 27 de novembro de 2018 | ASC Diaraf  | 1 – 0     | US Koroki | Estádio Léopold Sédar Senghor, Dakar |
| 17:00 (UTC+0)          | O. Guèye 2' | Relatório |           | Árbitro: GUI Bangaly Konate          |

| 27 de novembro de 2018 | Township Rollers | 1 – 1     | Bantu         | Estádio Lobatse, Lobatse   |
| 19:30 (UTC+2)          | Ditlhokwe 58'    | Relatório | L. Marabe 62' | Árbitro: ZAM Audrick Nkole |

| 27 de novembro de 2018 | JS Saoura                               | 2 – 0     | SC Gagnoa | Estádio 20 de Agosto de 1955, Béchar |
| 19:00 (UTC+1)          | Hammia 9' (pen) · Boulaouidet 51' (pen) | Relatório |           | Árbitro: TUN Haithem Kossai          |

| 27 de novembro de 2018 | Ittihad Tanger    | 1 – 0     | Elect-Sport | Stade Ibn Batouta, Tânger                |
| 20:00 (UTC+1)          | Arjoune 45' (pen) | Relatório |             | Árbitro: EGY Mohamed Adel Elsaid Hussien |

| 27 de novembro de 2018 | Al-Hilal                                            | 4 – 0     | JKU | Estádio Al-Hilal, Ondurmã  |
| 19:00 (UTC+2)          | Geovane 18' · Diarra 25' · Mbombo 44' · Osman 90+3' | Relatório |     | Árbitro: UGA Alex Nsulumbi |

| 28 de novembro de 2018 | CNaPS Sport              | 1 – 1     | FC Platinum   | Estádio Vontovorona, Antananarivo |
| 14:30 (UTC+3)          | Andrianavalona 64' (pen) | Relatório | Madhanaga 69' | Árbitro: NAM Jonas Shongedi       |

| 28 de setembro de 2018 | UD Songo  | 1 – 2     | Nkana                   | Estádio do Ferroviário, Beira |
| 15:00 (UTC+2)          | Awasa 89' | Relatório | Chisala 34' · Mbewe 80' | Árbitro: LES Osiase Koto      |

| 28 de novembro de 2018 | Le Messager | 0 – 1     | Ismaily  | Stade Urukundo, Ngozi    |
| 15:00 (UTC+2)          |             | Relatório | Taha 55' | Árbitro: SDN Sabri Fadul |

| 28 de novembro de 2018 | Simba                                         | 4 – 1     | Mbabane Swallows | Estádio Nacional, Dar es Salaam        |
| 16:00 (UTC+3)          | Bocco 8', 33' (pen) · Medie 84' · Chama 90+1' | Relatório | Guevane 24'      | Árbitro: BDI Pacifique Ndabihawenimana |

| 28 de novembro de 2018 | APR | 0 – 0     | Club Africain | Stade Régional Nyamirambo, Kigali |
| 15:30 (UTC+2)          |     | Relatório |               | Árbitro: SWZ Thulani Sibandze     |

| 28 de novembro de 2018 | Leones Vegetarianos | 0 – 2     | Mamelodi Sundowns       | Nuevo Estadio de Ebebiyín, Ebebiyín |
| 15:00 (UTC+1)          |                     | Relatório | Brockie 10' · Zwane 77' | Árbitro: CTA Jospin Malonga         |

| 28 de novembro de 2018 | UMS de Loum | 1 – 0     | Lobi Stars | Stade Militaire, Iaundé         |
| 15:30 (UTC+1)          | Koa 63'     | Relatório |            | Árbitro: CHA Pousri Armi Alfred |

| 28 de setembro de 2018 | 1º de Agosto                                     | 4 – 2     | AS Otôho                 | Estádio Nacional 11 de Novembro, Luanda |
| 16:00 (UTC+1)          | Mbala 29' · Geraldo 38' (pen), 60' · Bitumba 88' | Relatório | Kivutuka 21' · Konte 25' | Árbitro: MRI Ganesh Chutooree           |

| 28 de novembro de 2018 | Gor Mahia  | 1 – 0     | Nyasa Big Bullets | Centro Esportivo Internacional Moi, Nairóbi |
| 19:00 (UTC+3)          | Ondiek 90' | Relatório |                   | Árbitro: SDN Adel Mukhtar Adam              |

| 28 de novembro de 2018 | ASEC Mimosas | 1 – 0     | AS Mangasport | Stade Robert Champroux, Abidjan |
| 16:00 (UTC+0)          | Tapsoba 5'   | Relatório |               | Árbitro: NIG Hassane Abdou      |

| 28 de novembro de 2018 | Nouadhibou                           | 2 – 1     | Al-Ahly Bengasi | Stade Cheikha Ould Boïdiya, Nouakchott |
| 17:00 (UTC+0)          | El Voullany 5' (pen) · Moustapha 89' | Relatório | Daho 52'        | Árbitro: TUN Walid Djeridi             |

| 28 de novembro de 2018 | Horoya      | 1 – 0     | Barrack Young Controllers | Stade du 28 Septembre, Conacri |
| 17:00 (UTC+0)          | Nikièma 75' | Relatório |                           | Árbitro: GAM Omar Sallah       |

| 28 de novembro de 2018 | Orlando Pirates                                                   | 5 – 1     | Light Stars | Estádio Orlando, Joanesburgo  |
| 19:30 (UTC+2)          | Qalinge 25' · Mulenga 37' · Makola 41' · Shonga 87' · Mntambo 89' | Relatório | Ravo 17'    | Árbitro: BOT Tirelo Mositwane |

| 28 de novembro de 2018 | Al-Merrikh                    | 2 – 1     | Vipers        | Estádio Al-Merrikh, Ondurmã  |
| 19:30 (UTC+2)          | Babeker 86' (pen) · Rahim 87' | Relatório | Serunkuma 89' | Árbitro: ALG Abderazzek Arab |

### Partidas de volta
| 4 de dezembro de 2018 | Al-Hilal Wau             | 2 – 4     | Al-Nasr                                      | Estádio Juba, Juba           |
| 16:00 (UTC+3)         | Dehiya 64' · Manyuat 90' | Relatório | Al-Mehdi 5', 23' · Al-Duweekh 6' · Majdi 89' | Árbitro: EGY Mohamed Maarouf |

Al-Nasr venceu por 9–3 no placar agregado.
| 4 de dezembro de 2018 | ZESCO United               | 3 – 0     | AS SONIDEP | Estádio Levy Mwanawasa, Ndola         |
| 15:00 (UTC+2)         | Were 1', 55' · Kambole 25' | Relatório |            | Árbitro: ANG Antônio Caluassi Dungula |

ZESCO United venceu por 5–1 no placar agregado.
| 4 de dezembro de 2018 | Jimma Aba Jifar        | 2 – 2     | Djibouti Télécom         | Estádio Adis Abeba, Adis Abeba |
| 16:00 (UTC+3)         | Sidibé 18' · Lebri 54' | Relatório | Mahabeh 2' · Odutola 69' | Árbitro: KEN Peter Waweru      |

Jimma Aba Jifar venceu por 5–3 no placar agregado.
| 4 de dezembro de 2018 | Mbabane Swallows | 0 – 4     | Simba                                  | Centro Esportivo Mavuso, Manzini |
| 15:30 (UTC+2)         |                  | Relatório | Chama 28', 32' · Okwi 51' · Kagere 62' | Árbitro: SEY Nelson Fred         |

Simba venceu por 8–1 no placar agregado.
| 4 de dezembro de 2018 | Coton Sport                   | 3 – 1     | ASF Bobo Dioulasso | Stade Militaire, Iaundé              |
| 15:30 (UTC+1)         | Kamilou 21', 45' · Elimbi 82' | Relatório | Hien 75'           | Árbitro: EQG David Ndong Esono Mokuy |

|                                                                |       | Penalidades                                 |  |
| Convertido · Convertido · Convertido · Convertido · Convertido | 5 – 3 | Convertido · Convertido · Erro · Convertido |  |

4–4 no placar agregado. Coton Sport venceu na disputa por pênaltis.
| 4 de dezembro de 2018 | US Koroki  | 1 – 0     | ASC Diaraf | Estádio Municipal, Lomé     |
| 15:00 (UTC+0)         | Fofana 67' | Relatório |            | Árbitro: MLI Ousmane Sidibé |

|                                       |       | Penalidades                                       |  |
| Convertido · Erro · Convertido · Erro | 2 – 4 | Convertido · Convertido · Convertido · Convertido |  |

1–1 no placar agregado. ASC Diaraf venceu na disputa por pênaltis.
| 4 de dezembro de 2018 | Bantu      | 1 – 1     | Township Rollers | Estádio Setsoto, Maseru          |
| 18:00 (UTC+2)         | Kalake 30' | Relatório | Tshireletso 16'  | Árbitro: COM Ali Mohamed Adelaid |

|  |       | Penalidades |
|  | 4 – 2 |             |

2–2 no placar agregado. Bantu venceu na disputa por pênaltis.
| 4 de dezembro de 2018 | Barrack Young Controllers | 0 – 1     | Horoya    | Estádio Antoinette Tubman, Monróvia      |
| 16:00 (UTC+0)         |                           | Relatório | Sakin 74' | Árbitro: GNB Gilberto Antônio dos Santos |

Horoya venceu por 2–0 no placar agregado.
| 4 de dezembro de 2018 | Club Africain                                      | 3 – 1     | APR                  | Stade Olympique de Radès, Radès |
| 18:00 (UTC+1)         | Khefifi 13' · Sasraku 64' · Imanishimwe 69' (g.c.) | Relatório | Hakizimana 27' (pen) | Árbitro: MAR Hicham Tiazi       |

Club Africain venceu por 3–1 no placar agregado.
| 5 de dezembro de 2018 | Light Stars | 1 – 3     | Orlando Pirates                       | Stade d’Amitié, Praslin           |
| 16:00 (UTC+4)         | Esther 76'  | Relatório | Mntambo 11' · Gabuza 58' · Mabaso 63' | Árbitro: MAD Abdoul Ohabee Kanoso |

Orlando Pirates venceu por 8–2 no placar agregado.
| 5 de dezembro de 2018 | Nyasa Big Bullets | 1 – 0     | Gor Mahia | Estádio Kamuzu, Blantyre     |
| 14:30 (UTC+2)         | Msowoya 55'       | Relatório |           | Árbitro: ETH Tewodros Mitiku |

|                                    |       | Penalidades                   |  |
| Msowoya Gabeya Lanjesi Fodya Zonda | 3 – 4 | Ondiek Ochieng Omondi Shakava |  |

1–1 no placar agregado. Gor Mahia venceu na disputa por pênaltis.
| 5 de dezembro de 2018 | JKU | 0 – 2     | Al-Hilal                          | Estádio Amaan, Zanzibar          |
| 16:00 (UTC+3)         |     | Relatório | Merghani 80' (pen) · Mbombo 90+2' | Árbitro: SSD Alier Michael James |

Al-Hilal venceu por 6–0 no placar agregado.
| 5 de dezembro de 2018 | FC Platinum       | 1 – 0     | CNaPS Sport | Estádio Mandava, Zvishavane |
| 15:00 (UTC+2)         | Chinyengetere 61' | Relatório |             | Árbitro: ETH Lemma Nigussie |

FC Platinum venceu por 2–1 no placar agregado.
| 5 de dezembro de 2018 | Vipers     | 1 – 0     | Al-Merrikh | Estádio St. Mary's, Kampala             |
| 16:00 (UTC+3)         | Ndugwa 46' | Relatório |            | Árbitro: RWA Abdoul Karim Twagiramukiza |

2–2 no placar agregado. Vipers venceu pela regra do gol fora de casa.
| 5 de dezembro de 2018 | Nkana                | 1 – 0     | UD Songo | Estádio Nkana, Kitwe           |
| 15:00 (UTC+2)         | Kampamba 45+2' (pen) | Relatório |          | Árbitro: RSA Thando Ndzandzeka |

Nkana venceu por 3–1 no placar agregado.
| 5 de dezembro de 2018 | Elect-Sport | 0 – 0     | Ittihad Tanger | Stade Omnisports Idriss Mahamat Ouya, N'Djamena |
| 15:00 (UTC+1)         |             | Relatório |                | Árbitro: CMR Douglas Kouete Lemouchele          |

Ittihad Tanger venceu por 1–0 no placar agregado.
| 5 de dezembro de 2018 | AS Mangasport | 0 – 0     | ASEC Mimosas | Stade d'Angondjé, Libreville               |
| 15:30 (UTC+1)         |               | Relatório |              | Árbitro: COD Jean Pierre Tshiamala Kabangu |

ASEC Mimosas venceu por 1–0 no placar agregado.
| 5 de dezembro de 2018 | AS Otôho                            | 2 – 0     | 1º de Agosto | Stade Omnisport Marien Ngouabi d'Owando, Owando |
| 15:30 (UTC+1)         | Bagayoko 45+2' (pen) · Mbenza 90+2' | Relatório |              | Árbitro: GAB Pierre Ghislain Atcho              |

4–4 no placar agregado. AS Otôho venceu pela regra do gol fora de casa.
| 5 de dezembro de 2018 | Al-Ahly Bengasi   | 2 – 0     | Nouadhibou | Estádio Petro Sport, Cairo (Egito) |
| 17:00 (UTC+2)         | Kaboré 29', 90+3' | Relatório |            | Árbitro: MAR Karim Sabry           |

Al-Ahly Bengasi venceu por 3–2 no placar agregado.
| 5 de dezembro de 2018 | Lobi Stars                  | 2 – 0     | UMS de Loum | Estádio Aper Aku, Makurdi |
| 16:00 (UTC+1)         | Sikiru 10' · Kone 68' (pen) | Relatório |             | Árbitro: TOG Kokou Ntale  |

Lobi Stars venceu por 2–1 no placar agregado.
| 5 de dezembro de 2018 | Ismaily               | 2 – 1     | Le Messager        | Estádio Ismaília, Ismaília         |
| 17:00 (UTC+2)         | Hamdy 32' · Magdy 64' | Relatório | Urasenga 44' (pen) | Árbitro: LBY Abdulwahid Huraywidah |

Ismaily venceu por 3–1 no placar agregado.
| 5 de dezembro de 2018 | SC Gagnoa | 0 – 0     | JS Saoura | Stade Robert Champroux, Abidjan |
| 16:00 (UTC+0)         |           | Relatório |           | Árbitro: BFA Boureima Sanogo    |

JS Saoura venceu por 2–0 no placar agregado.
| 5 de dezembro de 2018 | GAMTEL | 0 – 1     | CS Constantine | Estádio Independência, Bakau |
| 16:00 (UTC+0)         |        | Relatório | Belkacemi 2'   | Árbitro: CPV Fabricio Duarte |

CS Constantine venceu por 1–0 no placar agregado.
| 5 de dezembro de 2018 | Stade Malien                                              | 4 – 0     | Stade Centrafricain | Stade Modibo Kéïta, Bamako |
| 17:00 (UTC+0)         | O. Traoré 10' · Samaké 35' (pen) · Gassama 54' · Koné 56' | Relatório |                     | Árbitro: LBR George Rogers |

Stade Malien venceu por 5–0 no placar agregado.
| 5 de dezembro de 2018 | African Stars         | 2 – 1     | Volcan Club   | Estádio Sam Nujoma, Windhoek   |
| 19:00 (UTC+2)         | Mbewe 6' · Isaack 43' | Relatório | Solonaina 13' | Árbitro: RSA Tinyiko Hlungwani |

African Stars venceu por 2–1 no placar agregado.
| 5 de dezembro de 2018 | Mamelodi Sundowns                                                 | 5 – 1     | Leones Vegetarianos | Estádio Loftus Versfeld, Pretória |
| 19:30 (UTC+2)         | Brockie 4' · Sirino 18' (pen) · Kekana 56' · Meza 61' · Lakay 88' | Relatório | Sall 47'            | Árbitro: ZIM Nomore Musundire     |

Mamelodi Sundwons venceu por 7–1 no placar agregado.

## Primeira fase
| Equipe 1         | Total    | Equipe 2          | 1.º jogo | 2.º jogo |
| ---------------- | -------- | ----------------- | -------- | -------- |
| Wydad Casablanca | 3–3 (gf) | ASC Diaraf        | 2–0      | 1–3      |
| JS Saoura        | 2–1      | Ittihad Tanger    | 2–0      | 0–1      |
| Ismaily          | 3–2      | Coton Sport       | 2–0      | 1–2      |
| TP Mazembe       | 2–1      | ZESCO United      | 1–0      | 1–1      |
| Orlando Pirates  | 1–0      | African Stars     | 0–0      | 1–0      |
| Al-Ahly Bengasi  | 0–4      | Mamelodi Sundowns | 0–0      | 0–4      |
| Gor Mahia        | 3–3 (gf) | Lobi Stars        | 3–1      | 0–2      |
| Nkana            | 3–4      | Simba             | 2–1      | 1–3      |
| Al-Ahly          | 2–1      | Jimma Aba Jifar   | 2–0      | 0–1      |
| CS Constantine   | 3–0      | Vipers            | 1–0      | 2–0      |
| Stade Malien     | 0–2      | ASEC Mimosas      | 0–1      | 0–1      |
| AS Vita Club     | 5–2      | Bantu             | 4–1      | 1–1      |
| Club Africain    | 3–2      | Al-Hilal          | 3–1      | 0–1      |
| Al-Nasr          | 5–6      | Horoya            | 3–0      | 2–6      |
| AS Otôho         | 1–1 (gf) | FC Platinum       | 1–1      | 0–0      |

### Partidas de ida
| 14 de dezembro de 2018 | Al-Ahly        | 2 – 0     | Jimma Aba Jifar | Estádio Borg El Arab, Alexandria |
| 18:00 (UTC+2)          | Mohsen 7', 38' | Relatório |                 | Árbitro: TUN Sadok Selmi         |

| 14 de dezembro de 2018 | Al-Nasr                               | 3 – 0     | Horoya | Estádio Arab Contractors, Cairo (Egito) |
| 18:00 (UTC+2)          | Al-Mehdi 26', 85' · Assoko 65' (g.c.) | Relatório |        | Árbitro: MLI Mahamadou Keita            |

| 14 de dezembro de 2018 | CS Constantine | 1 – 0     | Vipers | Estádio Mohamed Hamlaoui, Constantina |
| 19:00 (UTC+1)          | Beldjilali 14' | Relatório |        | Árbitro: SEN Maguette N'Diaye         |

| 15 de dezembro de 2018 | Nkana                             | 2 – 1     | Simba           | Estádio Nkana, Kitwe        |
| 15:00 (UTC+2)          | R. Kampamba 29' · K. Kampamba 57' | Relatório | Bocco 75' (pen) | Árbitro: NGA Salisu Basheer |

| 15 de dezembro de 2018 | Orlando Pirates | 0 – 0     | African Stars | Estádio Orlando, Joanesburgo |
| 18:00 (UTC+2)          |                 | Relatório |               | Árbitro: SEY Nelson Fred     |

| 15 de dezembro de 2018 | JS Saoura                     | 2 – 0     | Ittihad Tanger | Estádio 20 de Agosto de 1955, Béchar |
| 17:45 (UTC+1)          | Hammia 68' (pen) · Konaté 79' | Relatório |                | Árbitro: MLI Boubou Traoré           |

| 15 de dezembro de 2018 | Stade Malien | 0 – 1     | ASEC Mimosas | Stade Modibo Kéïta, Bamako    |
| 17:00 (UTC+0)          |              | Relatório | Touré 90'    | Árbitro: TUN Youssef Essrayri |

| 15 de dezembro de 2018 | Wydad Casablanca       | 2 – 0     | ASC Diaraf | Estádio Mohammed V, Casablanca |
| 19:00 (UTC+1)          | Jebor 18' · Nahiri 86' | Relatório |            | Árbitro: GHA Daniel Laryea     |

| 16 de dezembro de 2018 | Gor Mahia                       | 3 – 1     | Lobi Stars  | Centro Esportivo Internacional Moi, Nairóbi |
| 16:00 (UTC+3)          | Tuyisenge 7' · Onyango 22', 33' | Relatório | Martins 30' | Árbitro: TUN Slim Belkhouas                 |

| 16 de dezembro de 2018 | TP Mazembe | 1 – 0     | ZESCO United | Stade TP Mazembe, Lubumbashi  |
| 15:30 (UTC+2)          | Muleka 19' | Relatório |              | Árbitro: SDN El Fadil Mohamed |

| 16 de dezembro de 2018 | AS Vita Club                                 | 4 – 1     | Bantu      | Stade des Martyrs, Kinshasa             |
| 15:30 (UTC+1)          | Kasengu 25' · Mundele 36', 53' · Lukombe 62' | Relatório | Molapo 58' | Árbitro: ANG Hélder Martins de Carvalho |

| 16 de dezembro de 2018 | AS Otôho    | 1 – 1     | FC Platinum | Stade Omnisport Marien Ngouabi d'Owando, Owando |
| 15:30 (UTC+1)          | Botamba 21' | Relatório | Stima 48'   | Árbitro: TOG Kokou Ntale                        |

| 16 de dezembro de 2018 | Al-Ahly Bengasi | 0 – 0     | Mamelodi Sundowns | Estádio Petro Sport, Cairo (Egito) |
| 17:00 (UTC+2)          |                 | Relatório |                   | Árbitro: MAR Rédouane Jiyed        |

| 16 de dezembro de 2018 | Ismaily                     | 2 – 0     | Coton Sport | Estádio Ismaília, Ismaília         |
| 17:00 (UTC+2)          | El Mohamady 45' · Bambo 59' | Relatório |             | Árbitro: MAR Noureddine El Jaafari |

| 16 de dezembro de 2018 | Club Africain                                    | 3 – 1     | Al-Hilal  | Stade Olympique de Radès, Radès |
| 17:00 (UTC+1)          | Chamakhi 21' (pen) · Khefifi 60' · Darragi 90+1' | Relatório | Eldai 18' | Árbitro: ALG Mustapha Ghorbal   |

### Partidas de volta
| 22 de dezembro de 2018 | Vipers | 0 – 2     | CS Constantine               | Estádio St. Mary's, Kampala    |
| 16:00 (UTC+3)          |        | Relatório | Djabout 64' · Bencherifa 70' | Árbitro: EGY Amin Mohamed Omar |

CS Constantine venceu por 3–0 no placar agregado.
| 22 de dezembro de 2018 | FC Platinum | 0 – 0     | AS Otôho | Estádio Mandava, Zvishavane         |
| 15:00 (UTC+2)          |             | Relatório |          | Árbitro: DJI Souleiman Ahmed Djamal |

1–1 no placar agregado. FC Platinum venceu pela regra do gol fora de casa.
| 22 de dezembro de 2018 | Mamelodi Sundowns                                | 4 – 0     | Al-Ahly Bengasi | Estádio Loftus Versfeld, Pretória |
| 15:00 (UTC+2)          | Sirino 34' · Brockie 43' · Laffor 50' · Meza 79' | Relatório |                 | Árbitro: BOT Joshua Bondo         |

Mamelodi Sundowns venceu por 4–0 no placar agregado.
| 22 de dezembro de 2018 | ZESCO United | 1 – 1     | TP Mazembe  | Estádio Levy Mwanawasa, Ndola |
| 15:00 (UTC+2)          | Kambole 13'  | Relatório | Meschak 49' | Árbitro: RWA Louis Hakizimana |

TP Mazembe venceu por 2–1 no placar agregado.
| 22 de dezembro de 2018 | Lobi Stars      | 2 – 0     | Gor Mahia | Estádio Nnamdi Azikiwe, Enugu  |
| 15:00 (UTC+1)          | Sikiru 70', 87' | Relatório |           | Árbitro: RSA Tinyiko Hlungwani |

3–3 no placar agregado. Lobi Stars venceu pela regra do gol fora de casa.
| 22 de dezembro de 2018 | African Stars | 0 – 1     | Orlando Pirates | Estádio Sam Nujoma, Windhoek         |
| 16:00 (UTC+2)          |               | Relatório | Shonga 55'      | Árbitro: MRI Ahmad Imtehaz Heeralall |

Orlando Pirates venceu por 1–0 no placar agregado.
| 22 de dezembro de 2018 | Coton Sport                | 2 – 1     | Ismaily              | Stade Militaire, Iaundé   |
| 15:30 (UTC+1)          | Foe 43' · Daouda 64' (pen) | Relatório | El Mohamady 3' (pen) | Árbitro: GAM Maudo Jallow |

Ismaily venceu por 3–2 no placar agregado.
| 22 de dezembro de 2018 | ASC Diaraf                        | 3 – 1     | Wydad Casablanca  | Estádio Léopold Sédar Senghor, Dakar |
| 17:00 (UTC+0)          | O. Guèye 18' · Diène 47' · Ba 88' | Relatório | Ounajem 54' (pen) | Árbitro: BFA Juste Ephrem Zio        |

3–3 no placar agregado. Wydad Casablanca venceu pela regra do gol fora de casa.
| 23 de dezembro de 2018 | Jimma Aba Jifar | 1 – 0     | Al-Ahly | Estádio Adis Abeba, Adis Abeba |
| 16:00 (UTC+3)          | Lebri 45'       | Relatório |         | Árbitro: SOM Hassan Hagi       |

Al-Ahly venceu por 2–1 no placar agregado.
| 23 de dezembro de 2018 | Simba                                | 3 – 1     | Nkana      | Estádio Nacional, Dar es Salaam |
| 16:00 (UTC+3)          | Mkude 29' · Kagere 45+1' · Chama 89' | Relatório | Bwalya 17' | Árbitro: KEN Peter Waweru       |

Simba venceu por 4–3 no placar agregado.
| 23 de dezembro de 2018 | Bantu        | 1 – 1     | AS Vita Club | Estádio Setsoto, Maseru      |
| 16:00 (UTC+2)          | Kalake 90+4' | Relatório | Muzinga 3'   | Árbitro: ZIM Norman Matemera |

AS Vita Club venceu por 5–2 no placar agregado.
| 23 de dezembro de 2018 | Ittihad Tanger | 1 – 0     | JS Saoura | Stade Ibn Batouta, Tânger |
| 16:00 (UTC+1)          | El Ouadi 48'   | Relatório |           | Árbitro: GUI Ahmed Touré  |

JS Saoura venceu por 2–1 no placar agregado.
| 23 de dezembro de 2018 | ASEC Mimosas | 1 – 0     | Stade Malien | Stade Félix Houphouët-Boigny, Abidjan |
| 16:00 (UTC+0)          | Tapsoba 38'  | Relatório |              | Árbitro: CMR Antoine Effa             |

ASEC Mimosas venceu por 2–0 no placar agregado.
| 23 de dezembro de 2018 | Horoya                                                              | 6 – 2     | Al-Nasr                    | Stade du 28 Septembre, Conacri |
| 17:00 (UTC+0)          | Wonkoye 4' · Sakin 41', 57' · Mandela 50' · Assoko 62' · Haba 90+3' | Relatório | Elajail 39' · Al-Mehdi 86' | Árbitro: CMR Alioum Alioum     |

Horoya venceu por 6–5 no placar agregado.
| 23 de dezembro de 2018 | Al-Hilal             | 1 – 0     | Club Africain | Estádio Al-Hilal, Ondurmã              |
| 19:00 (UTC+2)          | Shaiboub 90+5' (pen) | Relatório |               | Árbitro: BDI Pacifique Ndabihawenimana |

Club Africain venceu por 3–2 no placar agregado.